# Bohdan Stroncicki
Bohdan Eduardowycz Stroncicki, ukr. Богдан Едуардович Стронціцький, ros. Богдан Эдуардович Стронцицкий, Bogdan Eduardowicz Stroncicki (ur. 13 stycznia 1968 we Lwowie) – ukraiński piłkarz, grający na pozycji bramkarza, trener piłkarski.

## Kariera piłkarska

### Kariera klubowa
Już w dzieciństwie uwielbiał sport. Oprócz piłki nożnej uczęszczał do sekcji pływania, piłki wodnej, siatkówki i tenisu. Wychowanek SDJuSzOR-4 we Lwowie. Pierwszy trener - Ołeksandr Rymko i Jarosław Kanicz. W 1989 po zakończeniu służby wojskowej rozpoczął karierę piłkarską w klubie Krystał Chersoń, dokąd zaprosił go trener rodem ze Lwowa Wołodymyr Bułhakow. Po dwóch meczach jednak wrócił do klubu Karpaty Kamionka Bużańska i pomógł zdobyć mistrzostwo obwodu lwowskiego i awans do Drugiej Niższej Ligi ZSRR. Wtedy w drużynie zebrał się mocny zespół - Andrij Husin, Wasyl Kardasz i inni. Z rozpoczęciem Mistrzostw Ukrainy piłkarze z klubu Karpaty Kamionka Bużańska zostali przepisani do klubu Skała Stryj, który startował w Pierwszej Lidze. W meczu ostatniej kolejki z klubem Roś Biała Cerkiew Stroncycki strzelił gola z karnego. Od sezonu 1992/93 bronił barw Karpat Lwów, w którym prawie 10 lat był podstawowym bramkarzem. W 2002 przeszedł do Tawrii Symferopol. W Spartaku Iwano-Frankowsk zakończył karierę piłkarską na poziomie profesjonalnym. Ale dalej kontynuował występy w klubach amatorskich (Rawa Rawa Ruska).

### Kariera reprezentacyjna
W czerwcu 1993 był powołany do reprezentacji Ukrainy na mecz towarzyski z Chorwacją, jednak na boisku tak i nie pojawił się.

## Kariera trenerska
Po zakończeniu kariery piłkarskiej rozpoczął karierę trenerską. Od lipca do grudnia 2004 pomagał trenować bramkarzy w Spartaku Iwano-Frankowsk. Od stycznia 2005 pracował na stanowisku trenera bramkarzy w Karpatach Lwów. Na początku 2010 zmienił Serhija Zołotnyckiego w klubie Krymtepłycia Mołodiżne. W czerwcu 2011 przeniósł się do Wołyni Łuck trenować bramkarzy, ale już wkrótce przeniósł się do Nywy Tarnopol, gdzie najpierw pomagał Petrowi Czerwiniu trenować klub, a po jego zwolnieniu 12 września 2011 objął stanowiska głównego trenera, z którym pracował do czerwca 2012 roku.

## Sukcesy i odznaczenia

### Sukcesy klubowe
- brązowy medalista Mistrzostw Ukrainy: 1998
- finalista Pucharu Ukrainy: 1993, 1999

### Sukcesy indywidualne
- został wybrany do symbolicznej jedenastki Karpat w historii Mistrzostw Ukrainy[8].

### Odznaczenia
- tytuł Mistrza Sportu Ukrainy